# Céline De Gennaro
Céline De Gennaro (* 5. August 1996 in Frankfurt am Main) ist eine deutsche Schauspielerin und Synchronsprecherin.

## Leben
De Gennaro wuchs in Frankfurt am Main auf und sammelte erste Kameraerfahrungen im Alter von neun Jahren. 
Nach ihrem Abitur erlangte sie ein Diplom als Synchronsprecherin in Frankfurt am Main. Von 2017 bis 2020 absolvierte sie an der IAF – Internationale Akademie für Filmschauspiel – in Köln ein Schauspielstudium. Nach Beendigung des Studiums spielte sie in dem Spielfilm Ein Schöner Ort (engl. A Good Place) unter der Regie von KHM-Absolventin Katharina Huber eine Hauptrolle. Der Spielfilm Ein schöner Ort gewann bei dem Locarno Film Festival 2023 in der Kategorie Concorso Cineasti del Presente zwei Preise.

## Filmografie
- 2017: Zivilcourage
- 2018: I am
- 2018: A Love Letter To My Generation
- 2019: Trag Dich (Tim Bendzko)
- 2019: Death by Love
- 2019: Die Chefin
- 2020: The Kids Turned Out Fine
- 2021: Ein schöner Ort (engl. A Good Place)
- 2021: Without you (MAZ’N)
- 2021: Footprints (Tom Gregory)